# Brycon insignis
Brycon insignis es una especie de pez de la familia Characidae en el orden de los Characiformes.
Es endémica de Brasil.

## Morfología
Los machos pueden llegar a alcanzar los 36,9 cm de longitud total.

## Hábitat
Vive en zonas de clima tropical.

## Distribución geográfica
Se encuentran en Sudamérica: cuenca del río Paraíba do Sul (Brasil).